# Список керівників держав 432 року
Список керівників держав 432 року — це перелік правителів країн світу 432 року.
Список керівників держав 431 року — 432 рік — Список керівників держав 433 року — Список керівників держав за роками

## Європа
- Арморика — Градлон Великий (395—434)
- Боспорська держава — цар Рескупорід IX (430—458)
- Брінейх — Гарбоніан ап Коел (420—445)
- Королівство бургундів — Ґундагар (не пізніше 406—436)
- плем'я вандалів — король Гейзеріх (428—477)
- король вестготів — Теодорік I (418—451)
- Гепіди — Ардарік (420—454/460)
- плем'я гунів — цар Октар (422—430/432); Руа (Ругіла) (432—434)
- Дал Ріада — Ерк мак Ехах (400—474)
- Дівед — Тріффін мак Кіндур (421—445)
- Думнонія — Кономор ап Тутвал (410—435)
- Ебраук — Кенеу ап Коель (420—450)
- Ірландія — верховний король Лоегайре мак Нілл (428—458)
- Король піктів — Друст I (412/413—452/480)
- Римська імперія — Валентиніан III (425—455)
- Візантійська імперія — Феодосій II (408—450)
- Королівство свевів — Гермерік (409—438)
- Стратклайд — Керетік ап Кінлоп (410—440)
- Салічні франки — Хлодіон (427/428—447/448)
- Святий Престол — папа римський — Целестин I (422—432); Сікст III (432—440)
- Візантійський єпископ — Максиміан (431—434)

## Азія
- Близький Схід:
  - Гассаніди — Джабала III ібн аль-Ну'ман (418—433)
  - Кінда — Акіль-аль-Мурар (425—458)
  - Лахміди — Аль-Мунзір I (418/428 — 472/473)
- Диньяваді (династія Сур'я) — раджа Тюрія Ната (418—459)
- Іберійське царство — цар Арчіл I (411—435)
- Кавказька Албанія — цар Евсаген (413—444)
- Індія:
  - Царство Вакатаків — магараджа Праварасена II (415/420—450/455)
  - Імперія Гуптів — Кумарагупта I (415—455)
  - Держава Кадамба — Рагху (415—435)
  - Раджарата — раджа Маханама (412—434)
- Індонезія:
  - Тарума — Пурнаварман (395—434)
- Фунанське королівство — Шрі Індраварман (430/434-439)
- Китай:
  - Туюхун (Тогон) — Муюн Мугуй (424—436)
  - Династія Північна Вей — Тай У-ді (423—452)
  - Жужанський каганат — Юйцзюлюй Уті (429—444)
- Корея:
  - Кая (племінний союз) — ван Чхвіхий (421—451)
  - Когурьо — тхеван (король) Чансу (413—491)
  - Пекче — король Пію (427—454)
  - Сілла — ісагим (король) Нольджи (417—458)
- Паган — король Тіхтан (412—439)
- Персія:
  - Держава Сасанідів — шахіншах Бахрам V (420/421-438)
- Тямпа — Фан Янг Маі II (431—455)
- Хим'яр — Абукаріб Ас'ад (410—435)
- Японія — Імператор Інґьо (410-453)

## Північна Америка
- Мутульське царство — Сіхях-Чан-К'авііль II (411—456)
- Теотіуакан — Атлатлькавак (374—439)